# Унутрашњи колонијализам
Унутрашњи колонијализам је неуједначен ефекат економског развоја на регионалној основи, иначе познат као „неравномерни развој“ као резултат експлоатације мањинских група унутар ширег друштва што доводи до политичких и економских неједнакости између региона унутар државе. Сматра се да је ово слично односу између метрополе и колоније, у самом колонијализму. Овај феномен доводи до јасног одвајања доминантног језгра од периферије у империји.
Роберт Блаунер се сматра творцем теорије унутрашњег колонијализма. Термин је скован да истакне „замагљене” линије између географски блиских локација које се јасно разликују у погледу културе. Неки други фактори који одвајају језгро од периферије су језик, религија, физички изглед, врсте и нивои технологије и сексуално понашање. Културна и интегративна природа унутрашњег колонијализма схваћена је као пројекат модерности и истраживао ју је Роберт Пекам у вези са формирањем националне модерне грчке културе током деветнаестог века, када је Грчка стекла независност од Отоманског царства.
Главна разлика између неоколонијализма и унутрашњег колонијализма је извор експлоатације. У првом, контрола долази извана националне државе, док у другом долази изнутра.
Земље у којима је забележен унутрашњи колонијализам укључују: Авганистан, Алжир, балтичке државе, Канаду, Ирску, Турску, Кину и Вијетнам.

## Примери
Уобичајена тема међу постколонијалним писцима био је њихов опис осећања, као што је шизофренија, која је растрзана између локалне традиције и глобалне модерности.

### Авганистан
Авганистан је пример унутрашњег колонијализма који утиче на изградњу државе, како Назиф Шахрани тврди „непрестано централизована државна политика и пракса унутрашњег колонијализма, генерално потпомогнута и подржана од стране старих колонијалистичких сила... произвела је кумулативно негативан утицај на напоре за изградњу државе у Авганистан“. Стручњак за међународну безбедност, Дипали Мукхопадјај, сматра да је присуство ратног лорда на авганистанској периферији брига за развој политичке економије, а Извештај Светске банке из 2007. наглашава слабе институционалне везе између покрајинских канцеларија и односа са централним влада лоше дефинисана.

### Алжир
Један од изузетака унутрашњег колонијализма као егзистенције „замагљених линија“ између језгра и периферије је француски Алжир. Постојале су јасно различите карактеристике које одвајају језгро од периферије. „Језгро је било хришћанско, француско говорећи, светле пути и релативно просперитетно“. Друга страна је била муслиманска, говорила  је арапски/берберски језик и била је знатно сиромашнија.  Сиви део француског Алжира, био је бројна јеврејска популација која није припадала ни језгру ни периферији, у смислу заједничких културних фактора.

### Балтичке државе
Средином двадесетог века, анексиране земље Естонија, Летонија и Литванија имале су колонијални однос са остатком Совјетског Савеза, сличан оном који је постојао између старог царског царства и његових удаљених територија. Иако су се земље постепено совјетизирале након периода првобитног отпора, новоуспостављене економске, културне и друштвене прилике биле су колонијалне, пошто је реконструкција привреде у региону служила интересима колонизатора, идентитети су се обликовали у односу на повећањем совјетског присуства, искуство угњетавања постало је све важнији део локалне културе, а локално историјско и културно наслеђе је ревалоризовано и преписано. Када се Совјетски Савез распао и балтичке државе поново постале независне, морале су да се суоче са проблемима сличним другим постколонијалним нацијама: оштећеним економијама, етничким тензијама и одређивањем националног наратива прошлости, садашњости и будућности

### Ирска
Пример унутрашњег колонијализма је Ирска. Ирска је раније била део Уједињеног Краљевства и „... било је далеко чешће и очигледно лакше мислити о себи као о Британцима и Ирцима“. Било је све теже бирати између две идентитетске одреднице.

### Филипини
На Филипинима, не-Маниланци су често изражавали да су послови у земљи – било да су политички, економски, али што је најважније културолошки, укључујући лингвистички – наметнути из Маниланског језгра периферном остатку земље због тагалистичког национализма. Одређене личности су позивале на политичку изолацију, свргавање и директно убиство оних који се противе тренутном односу језгро-периферија.

### Турска
Унутрашња колонизација источних провинција је зацртана током владе Мустафе Кемала Ататурка. Џемил Ујабдин је у Извештају за реформу на истоку гледао као на смерницу за унутрашњу колонизацију источних провинција кроз коју треба потурчити курдско становништво. У извештају достављеном Републиканској народној партији (ЦХП) након пораза Дерсимске побуне, Закон о пресељењу издат 1934. такође је описан као ефикасно средство за унутрашњу колонизацију источних провинција.

### Кина
Од почетка кинеске администрације на Тибету, кинеска влада је оптужена за геноцид и културни геноцид над тибетанским народом од стране ТГИЕ, разних тибетанских емиграната и њихових присталица. Тибет, који је био самоуправна провинција Кине, у потпуности је припојен Кини од 1951. године, а тибетанска влада у егзилу (ТГИЕ) тврди да је 1,2 милиона Тибетанаца умрло од акција кинеске администрације од 1951-1984. Присталице тврдње да акције кинеске администрације на Тибету представљају геноцид и колонијализам оспоравају тврдњу кинеске владе да се Тибет вековима сматра интегралним делом Кине, тврдећи да историјске преписке јасно показују да Тибет није сматран делом Кине до новијег времена.

### Вијетнам
Инвазија на Јужни Вијетнам је забрањена тема у настави историје и у мејнстрим медијима Вијетнама. Обично се тумачи као „поновно уједињење нације“. После пада Сајгона, северни комунисти су окренули леђа својим друговима са југа (Вијетконг и Привремена револуционарна влада Републике Јужног Вијетнама). Постоје предрасуде и дискриминација према народу Југа, посебно према људима на југозападу (Делта Меконга) у мејнстрим медијима и свакодневној комуникацији. Северни Вијетнамци имају привилегију у политичком надметању и изборима, лако заузимају високо рангиране положаје високе моћи у влади. Спољне послове у великој мери контролише северна страна владе. Религије јужњачког порекла Хоа Хао будизам и каодаизам строго контролише влада коју предводи већина северњака. После пада Сајгона 30. априла 1975, Вијетнам изгледа као да је потпуно уједињен, и регионално и идеолошки. Међутим, то никада није уједињен Вијетнам због теорије о северном центру: Ха Нои и север су стандарди вијетнамске традиције, језика и обичаја.